# 김시환 (골프 선수)
김시환(영어: Sihwan Kim, 1988년 12월 4일~)은 미국의 골프 선수이다. 1988년 서울에서 태어나 2000년 미국에 이민을 떠났으며, 2014년 말에 미국 시민권을 취득했다.